# Copleyeva medalja
Copleyjeva medalja (engl. Copley Medal) je medalja koju znanstvenicima dodjeljuje britansko Kraljevsko društvo. Ovo je najstarije i najcjenjenije priznanje Kraljevskog društva koje se redovito dodjeljuje. Dodjeljuje se od 1731. godine. Zove se prema utemeljitelju Godfreyu Copleyu, također članu Kraljevskog društva. Medalja je posrebrena, a uz nju dobitnik dobiva 5000 funta.

### 18. stoljeće
| - 1731.: Stephen Gray (1666. – 1736.) - 1732.: Stephen Gray (1666. – 1736.) - 1733.: nije dodijeljena - 1734.: John Theophilus Desaguliers (1683. – 1744.) - 1735.: nije dodijeljena - 1736.: John Theophilus Desaguliers (1683. – 1744.) - 1737.: John Belchier (1706. – 1785.) - 1738.: James Valoue - 1739.: Stephen Hales (1677. – 1761.) - 1740.: Alexander Stuart (1673. – 1742.) - 1741.: John Theophilus Desaguliers (1683. – 1742.) - 1742.: Christopher Middleton († 1770.) - 1743.: Abraham Trembley (1710. – 1784.) - 1744.: Henry Baker (1698. – 1774.) - 1745.: William Watson (1715. – 1787.) - 1746.: Benjamin Robins (1707. – 1751.) - 1747.: Gowin Knight (1713. – 1772.) - 1748.: James Bradley (1693. – 1762.) - 1749.: John Harrison (1693. – 1776.) - 1750.: George Edwards (1694. – 1773.) - 1751.: John Canton (1718. – 1772.) - 1752.: John Pringle (1707. – 1782.) - 1753.: Benjamin Franklin (1706. – 1790.) - 1754.: William Lewis (1708. – 1790.) - 1755.: John Huxham (1692. – 1768.) - 1757.: Charles Cavendish (1704. – 1783.) - 1758.: John Dollond (1706. – 1761.) - 1759.: John Smeaton (1724. – 1792.) - 1760.: Benjamin Wilson (1721. – 1788.) - 1761.: nije dodijeljena - 1762.: nije dodijeljena - 1763.: nije dodijeljena - 1764.: John Canton (1718. – 1772.) | - 1765.: nije dodijeljena - 1766.: William Brownrigg (1711. – 1800.), Edward Delaval (1729. – 1814.), Henry Cavendish (1731. – 1810.) - 1767.: John Ellis (oko 1710. – 1776.) - 1768.: Peter Woulfe (oko 1727. – 1803.) - 1769.: William Hewson (1739. – 1774.) - 1770.: William Hamilton (1730. – 1803.) - 1771.: Matthew Raper (1705. – 1778.) - 1772.: Joseph Priestley (1733. – 1804.) - 1773.: John Walsh (1726. – 1795.) - 1774.: nije dodijeljena - 1775.: Nevil Maskelyne (1732. – 1811.) - 1776.: James Cook (1728. – 1779.) - 1777.: John Mudge (1721. – 1793.) - 1778.: Charles Hutton (1737. – 1823.) - 1779.: nije dodijeljena - 1780.: Samuel Vince (1749. – 1821.) - 1781.: Wilhelm Herschel (1738. – 1822.) - 1782.: Richard Kirwan (1733. – 1812.) - 1783.: John Goodricke (1764. – 1786.), Thomas Hutchins (1742. – 1790.) - 1784.: Edward Waring (1736. – 1798.) - 1785.: William Roy (1726. – 1790.) - 1787.: John Hunter (1728. – 1793.) - 1788.: Charles Blagden (1748. – 1820.) - 1789.: William Morgan (1750. – 1833.) - 1791.: James Rennell (1742. – 1830.), Jean-André Deluc (1727. – 1817.) - 1792.: Benjamin Thompson (1753. – 1814.) - 1794.: Alessandro Volta (1745. – 1827.) - 1795.: Jesse Ramsden (1735. – 1800.) - 1796.: George Atwood (1745. – 1807.) - 1798.: George Shuckburgh (1751. – 1804.), Charles Hatchett (1765. – 1804.) - 1799.: John Hellins (oko 1749. – 1827.) - 1800.: Edward Charles Howard (1774. – 1816.) |

### 19. stoljeće
| - 1801.: Astley Paston Cooper (1768. – 1841.) - 1802.: William Hyde Wollaston (1766. – 1828.) - 1803.: Richard Chenevix (oko 1774. – 1830.) - 1804.: Smithson Tennant (1761. – 1815.) - 1805.: Humphry Davy (1778. – 1829.) - 1806.: Thomas Andrew Knight (1759. – 1838.) - 1807.: Everard Home (1756. – 1832.) - 1808.: William Henry (1774. – 1836.) - 1809.: Edward Troughton (1753. – 1835.) - 1810.: nije dodijeljena - 1811.: Benjamin Collins Brodie (1783. – 1862.) - 1812.: nije dodijeljena - 1813.: William Thomas Brande (1788. – 1866.) - 1814.: James Ivory (1765. – 1842.) - 1815.: David Brewster (1781. – 1868.) - 1816.: nije dodijeljena - 1817.: Henry Kater (1777. – 1835.) - 1818.: Robert Seppings (1767. – 1840.) - 1820.: Hans Christian Ørsted (1777. – 1815.) - 1821.: Edward Sabine (1788. – 1883.), John Herschel (1792. – 1871.) - 1822.: William Buckland (1784. – 1856.) - 1823.: John Pond (1767. – 1836.) - 1824.: John Brinkley (oko 1763. – 1835.) - 1825.: François Arago (1786. – 1853.), Peter Barlow (1776. – 1862.) - 1826.: James South (1785. – 1867.) - 1827.: William Prout (1785. – 1850.), Henry Foster (1796. – 1831.) - 1828.: nije dodijeljena - 1829.: nije dodijeljena - 1830.: nije dodijeljena - 1831.: George Biddell Airy (1801. – 1892.) - 1832.: Michael Faraday (1791. – 1867.), Siméon Denis Poisson (1781. – 1840.) - 1833.: nije dodijeljena - 1834.: Giovanni Antonio Amedeo Plana (1781. – 1864.) - 1835.: William Snow Harris (1791. – 1867.) - 1836.: Jöns Jakob Berzelius (1779. – 1848.), Francis Kiernan (1800. – 1874.) - 1837.: Antoine César Becquerel (1788. – 1878.), John Frederic Daniell (1790. – 1845.) - 1838.: Carl Friedrich Gauß (1777−1855.), Michael Faraday (1791−1867.) - 1839.: Robert Brown (1773. – 1858.) - 1840.: Justus von Liebig (1803. – 1873.), Charles-François Sturm (1803. – 1855.) - 1841.: Georg Simon Ohm (1789. – 1854.) - 1842.: James MacCullagh (1809. – 1847.) - 1843.: Jean-Baptiste Dumas(1800. – 1884.) - 1844.: Carlo Matteucci (1811. – 1868.) - 1845.: Theodor Schwann (1810. – 1882.) - 1846.: Urbain Le Verrier (1811. – 1877.) - 1847.: John Herschel (1792. – 1871.) - 1848.: John Couch Adams (1819. – 1892.) - 1849.: Roderick Murchison (1792. – 1871.) - 1850.: Peter Andreas Hansen (1795. – 1874.) | - 1851.: Richard Owen (1804. – 1892.) - 1852.: Alexander von Humboldt (1769. – 1859.) - 1853.: Heinrich Wilhelm Dove (1803. – 1879.) - 1854.: Johannes Peter Müller (1801. – 1859.) - 1855.: Léon Foucault (1819. – 1869.) - 1856.: Henri Milne Edwards (1800. – 1885.) - 1857.: Michel Eugène Chevreul (1786. – 1889.) - 1858.: Charles Lyell (1797. – 1875.) - 1859.: Wilhelm Eduard Weber (1804. – 1891.) - 1860.: Robert Wilhelm Bunsen (1811. – 1899.) - 1861.: Louis Agassiz (1807. – 1873.) - 1862.: Thomas Graham (1805. – 1869.) - 1863.: Adam Sedgwick (1785. – 1873.) - 1864.: Charles Darwin (1809. – 1882.) - 1865.: Michel Chasles (1793. – 1880.) - 1866.: Julius Plücker (1801. – 1868.) - 1867.: Karl Ernst von Baer (1792. – 1876.) - 1868.: Charles Wheatstone (1802. – 1875.) - 1869.: Henri Victor Regnault (1801. – 1878.) - 1870.: James Prescott Joule (1818. – 1889.) - 1871.: Julius Robert von Mayer (1814. – 1878.) - 1872.: Friedrich Wöhler (1800. – 1882.) - 1873.: Hermann von Helmholtz (1821. – 1894.) - 1874.: Louis Pasteur (1822. – 1895.) - 1875.: August Wilhelm von Hofmann (1818. – 1892.) - 1876.: Claude Bernard (1813. – 1878.) - 1877.: James Dwight Dana (1813. – 1895.) - 1878.: Jean Baptiste Boussingault (1802. – 1887.) - 1879.: Rudolf Clausius (1822. – 1888.) - 1880.: James Joseph Sylvester (1814. – 1897.) - 1881.: Charles Adolphe Wurtz (1817. – 1884.) - 1882.: Arthur Cayley (1821. – 1895.) - 1883.: William Thomson (1824. – 1907.) - 1884.: Carl Ludwig (1816. – 1895.) - 1885.: August Kekulé (1829. – 1896.) - 1886.: Franz Ernst Neumann (1798. – 1895.) - 1887.: Joseph Dalton Hooker (1817. – 1911.) - 1888.: Thomas Henry Huxley (1825. – 1895.) - 1889.: George Salmon (1819. – 1904.) - 1890.: Simon Newcomb (1835. – 1909.) - 1891.: Stanislao Cannizzaro (1826. – 1910.) - 1892.: Rudolf Virchow (1821. – 1902.) - 1893.: George Gabriel Stokes (1819. – 1903.) - 1894.: Edward Frankland (1825. – 1899.) - 1895.: Karl Weierstrass (1815. – 1897.) - 1896.: Carl Gegenbaur (1826. – 1903.) - 1897.: Albert von Kölliker (1817. – 1905.) - 1898.: William Huggins (1824. – 1910.) - 1899.: John William Strutt (1842. – 1919.) - 1900.: Marcelin Berthelot (1827. – 1907.) |

### 20. stoljeće
| - 1901.: Josiah Willard Gibbs (1839. – 1903.) - 1902.: Joseph Lister (1827. – 1912.) - 1903.: Eduard Suess (1831. – 1914.) - 1904.: William Crookes (1832. – 1919.) - 1905.: Dmitrij Mendeljejev (1834. – 1907.) - 1906.: Ilja Mečnikov (1845. – 1916.) - 1907.: Albert Abraham Michelson (1852. – 1931.) - 1908.: Alfred Russel Wallace (1832. – 1913.) - 1909.: George William Hill (1838. – 1914.) - 1910.: Francis Galton (1822. – 1911.) - 1911.: George Howard Darwin (1845. – 1912.) - 1912.: Felix Klein (1849. – 1925.) - 1913.: Ray Lankester (1847. – 1929.) - 1914.: Joseph John Thomson (1856. – 1940.) - 1915.: Ivan Pavlov (1849. – 1936.) - 1916.: James Dewar (1842. – 1923.) - 1917.: Émile Roux (1853. – 1933.) - 1918.: Hendrik Antoon Lorentz (1853. – 1928.) - 1919.: William Bayliss (1860. – 1924.) - 1920.: Horace Tabberer Brown (1848. – 1925.) - 1921.: Joseph Larmor (1857. – 1942.) - 1922.: Ernest Rutherford (1871. – 1937.) - 1923.: Horace Lamb (1849. – 1934.) - 1924.: Edward Albert Sharpey-Schafer (1850. – 1935.) - 1925.: Albert Einstein (1879. – 1955.) - 1926.: Frederick Gowland Hopkins (1861. – 1947.) - 1927.: Charles Scott Sherrington (1857. – 1952.) - 1928.: Charles Parsons (1854. – 1931.) - 1929.: Max Planck (1858. – 1947.) - 1930.: William Henry Bragg (1862. – 1942.) - 1931.: Arthur Schuster (1851. – 1934.) - 1932.: George Ellery Hale (1868. – 1938.) - 1933.: Theobald Smith (1859. – 1934.) - 1934.: John Scott Haldane (1860. – 1936.) - 1935.: Charles Thomson Rees Wilson (1869. – 1959.) - 1936.: Arthur Evans (1851. – 1941.) - 1937.: Henry Hallett Dale (1875. – 1968.) - 1938.: Niels Bohr (1885. – 1962.) - 1939.: Thomas Hunt Morgan (1866. – 1945.) - 1940.: Paul Langevin (1872. – 1946.) - 1941.: Thomas Lewis (1881. – 1945.) - 1942.: Robert Robinson (1886. – 1975.) - 1943.: Joseph Barcroft (1872. – 1947.) - 1944.: Geoffrey Ingram Taylor (1886. – 1975.) - 1945.: Oswald Avery (1877. – 1955.) - 1946.: Edgar Douglas Adrian (1889. – 1977.) - 1947.: Godfrey Harold Hardy (1877. – 1947.) - 1948.: Archibald Vivian Hill (1886. – 1977.) - 1949.: George de Hevesy (1885. – 1966.) - 1950.: James Chadwick (11891. – 1974.) | - 1951.: David Keilin (1887. – 1963.) - 1952.: Paul Dirac (1902. – 1984.) - 1953.: Albert Jan Kluyver (1888. – 1956.) - 1954.: Edmund Taylor Whittaker (1873. – 1956.) - 1955.: Ronald Aylmer Fisher (1890. – 1962.) - 1956.: Patrick Maynard Stuart Blackett (1897. – 1974.) - 1957.: Howard Walter Florey (1898. – 1968.) - 1958.: John Edensor Littlewood (1885. – 1977.) - 1959.: Frank Macfarlane Burnet (1899. – 1985.) - 1960.: Harold Jeffreys (1891. – 1989.) - 1961.: Hans Adolf Krebs (1900. – 1981.) - 1962.: Cyril Norman Hinshelwood (1897. – 1967.) - 1963.: Paul Fildes (1882. – 1971.) - 1964.: Sydney Chapman (1888. – 1970.) - 1965.: Alan Lloyd Hodgkin (1914. – 1998.) - 1966.: William Lawrence Bragg (1890. – 1971.) - 1967.: Bernard Katz (1911. – 2003.) - 1968.: Tadeus Reichstein (1897. – 1996.) - 1969.: Peter Brian Medawar (1915. – 1987.) - 1970.: Alexander Robert Todd (1907. – 1997.) - 1971.: Norman Pirie (1907. – 1997.) - 1972.: Nevill Francis Mott (1905. – 1996.) - 1973.: Andrew Huxley (1917. – 2012.) - 1974.: William Vallance Douglas Hodge (1903. – 1975.) - 1975.: Francis Crick (1916. – 2004.) - 1976.: Dorothy Mary Hodgkin (1910. – 1994.) - 1977.: Frederick Sanger (1918. – 2013.) - 1978.: Robert B. Woodward (1917. – 1979.) - 1979.: Max Ferdinand Perutz (1914. – 2002.) - 1980.: Derek H. R. Barton (1918. – 1998.) - 1981.: Peter D. Mitchell (1920. – 1992.) - 1982.: John W. Cornforth (1917. – 2013.) - 1983.: Rodney R. Porter (1917. – 1985.) - 1984.: Subrahmanyan Chandrasekhar (1910. – 1995.) - 1985.: Aaron Klug (* 1926.) - 1986.: Rudolf Peierls (1907. – 1995.) - 1987.: Robert Hill (1899. – 1991.) - 1988.: Michael Francis Atiyah (* 1929.) - 1989.: César Milstein (1927. – 2002.) - 1990.: Abdus Salam (1926. – 1996.) - 1991.: Sydney Brenner (* 1927.) - 1992.: George Porter (1920. – 2002.) - 1993.: James Watson (* 1928.) - 1994.: Charles Frank (1911. – 1988.) - 1995.: Frank Fenner (1914. – 2010.) - 1996.: Alan Cottrell (1919. – 2012.) - 1997.: Hugh Esmor Huxley (1924. – 2013.) - 1998.: Michael James Lighthill (1924. – 1998.) - 1999.: John Maynard Smith (1920. – 2004.) - 2000.: Alan Battersby (* 1925.) |

### 21. stoljeće
| - 2001.: Jacques Miller (* 1931.) - 2002.: John Anthony Pople (1925. – 2004.) - 2003.: John Gurdon (* 1933.) - 2004.: Harold Kroto (* 1939.) - 2005.: Paul Nurse (* 1949.) - 2006.: Stephen Hawking (1942. – 2018.) - 2007.: Robert May (* 1936.) - 2008.: Roger Penrose (* 1931.) - 2009.: Martin Evans (* 1941.) - 2010.: David Cox (* 1924.), Tomas Lindahl (* 1938.) - 2011.: Dan McKenzie (* 1942.) | - 2012.: John E. Walker (* 1941.) - 2013.: Andre Geim (* 1958.) - 2014.: Alec John Jeffreys (* 1950.) - 2015.: Peter Higgs (* 1929.) - 2016.: Richard Henderson (* 1945.) - 2017.: Andrew Wiles (* 1953.) - 2018.: Jeffrey I. Gordon - 2019.: John B. Goodenough - 2020.: Alan Fersht - 2021.: Jocelyn Bell Burnell |

## Vanjske poveznice
- Copleyeva medalja na stranicama Kraljevskog društva